# RSUPPORT
RSUPPORT株式会社(アールサポート)は大韓民国に本社を置くウェブ基盤のリモートソリューションの開発とシステムの構築を行うソフトウェア会社である。世界で初めてリモートサポート原理によって遠隔サポートが行えるシステムを開発した。2013年に設立されたRSUPPORT日本法人についても本項で取り扱う。

## 沿革
2001年11月6日にベンチャー企業としてRsupport Co., Ltd.がソウル市で設立される。
2002年に日本国内での営業を開始。
2006年4月に日本支社を設立する。
2008年度には、リモート支援SaaS市場では、日本国内第1位のシェアを獲得している。
2012年3月1日にNTTドコモがRemoteCallを利用した「スマートフォンあんしん遠隔サポート®」を提供開始。
2012年12月11日にNTTドコモが、第三者割当増資による株式の割当てを引き受け、Rsupport Co., Ltd.と資本・業務提携を実施する。
2013年12月6日に日本支社を法人化する。
2014年1月、Rsupport Co., Ltd.がKOSDAQ上場。
2014年3月25日、NTTドコモ、OrangeOneと合弁会社モビドアーズ株式会社を設立する（出資率はNTTドコモ:55%、RSUPPORT:40%、OrangeOne:5%）。
2018年、NTTドコモの「あんしん遠隔サポート®」契約が2,000万件を達成。

## 主な製品
RemoteCallパソコンや、スマートフォン、タブレットのトラブルを、オペレータによるリモート操作で診断・解決する。スマホのカメラを利用して、現場の状況を把握する現場サポートも利用可能。。
RemoteView
Webブラウザ、iPhoneやiPad、Androidを搭載したスマートフォンやタブレットを用いて、遠隔地のパソコンやモバイル端末を操作する。在宅勤務やBCP対策ツールとして利用されている。。
RemoteMeeting
Webブラウザで行うことができるWeb会議。モバイル端末では、専用アプリを利用。議事録、会議録画、PC画面・ドキュメント共有など便利な機能あり。
RemoteWOL
社内LANに接続されているPCの電源を、スマートフォンなどからオンにすることができる装置。RemoteViewと組み合わせれば、起動したPCをそのまま遠隔操作することも可能。
liteCam
Windows画面キャプチャソフト。
liteCam HD ProWindows、Android画面キャプチャソフトウェア。
Mobizen
Android画面録画・編集アプリ。
Mobizen Mirroring
WindowsやMacでAndroid端末画面を表示し、マウスによる端末操作、端末内の写真、映像、音楽、連絡帳を管理するソフトウェア。2022年2月1日をもってサービス終了。。

## 賞歴
- RemoteView - 第12回大韓民国ソフトウェア大賞（2011年） 商品賞部門大統領賞受賞[4]
- liteCam HD Pro - 第28回Vectorプロレジ大賞「動画変換・編集 部門賞」を受賞
- Mobizen – Google Play Korea 「2016年のアプリ」選出